# Verwaltungsgemeinschaft Hügelland/Täler
Die Verwaltungsgemeinschaft Hügelland/Täler im Saale-Holzland-Kreis hat ihren Verwaltungssitz in Tröbnitz.

## Die Gemeinden
In Klammern stehen die Telefon-Vorwahlen
- Bremsnitz (036426)
- Eineborn (036426)
- Geisenhain (036428)
- Gneus (036428)
- Großbockedra (036428)
- Karlsdorf (036426)
- Kleinbockedra (036428)
- Kleinebersdorf (036426)
- Lippersdorf-Erdmannsdorf (036426)
- Meusebach (036428)
- Oberbodnitz (036424)
- Ottendorf (036426)
- Rattelsdorf (036426)
- Rausdorf (036428)
- Renthendorf (036426)
- Tautendorf (036458)
- Tissa (036428)
- Trockenborn-Wolfersdorf (036428)
- Tröbnitz (036428)
- Waltersdorf (036428)
- Weißbach (036426)

## Geschichte
Die Verwaltungsgemeinschaft wurde am 18. Juni 1994 gebildet. Am 1. Januar 2024 wechselte die Mitgliedsgemeinde Unterbodnitz in die Verwaltungsgemeinschaft Südliches Saaletal.

### Vorsitzende
- Vom 19. April Dezember bis zum Eintritt in die Pension 2016 leitete Hartmut Weidemann die Verwaltungsgemeinschaft Hügelland/Täler. Dabei wurde er dreimal wiedergewählt.[3]
- Michael Kallus, Volljurist, wurde 2016 zum Vorsitzenden der Verwaltungsgemeinschaft gewählt. Er trat sein Amt, und damit die Nachfolge von Hartmut Weidemann, mit Beginn des Jahres 2017 an.[4]
- Im Mai 2022 wurde Albert Weiler (CDU) von der Verbandsversammlung der Verwaltungsgemeinschaft Hügelland/Täler zum Vorsitzenden gewählt. Im ersten Wahlgang gegen zwei Mitbewerber fehlte eine Stimme zur Mehrheit. In der Stichwahl setze sich Weiler mit 27 von 43 Stimmen der Verbandsräte durch. Er tritt zum 1. Januar 2023 die Nachfolge von Michael Kallus an, der dann seine Pension antritt.[5]